# علی‌اکبر کائیدی
علی‌ کائیدی (زاده ۱۳۳۸ در پلدختر) نماینده دوره‌های هشتم و نهم مجلس شورای اسلامی در حوزه انتخابیه پلدختر و معمولان بوده‌است.
کائیدی در هشتمین دوره انتخابات مجلس شورای اسلامی، توانست رقابت را از سید محمدمهدی شاهرخی(نماینده وقت پلدختر و معمولان)، پیروز شود.

## سوابق
او پس از پیروزی در دوره قبلی انتخابات، مجدداً در سال ۱۳۹۰ موفق به راهیابی به مجلس نهم شورای اسلامی شد.
وی سابقه عضویت در شورای مرکزی انجمن اسلامی پزشکان ایران، عضو هیئت مرکزی نظارت بر انتخابات سازمان نظام پزشکی، نایب‌رئیس کمیسیون بهداشت و درمان مجلس شورای اسلامی، ریاست مجمع نمایندگان استان لرستان، رئیس گروه دوستی کشورهای اوکراین بلاروس، بلغارستان قرقیزستان و تاجیکستان، عضویت در هیئت امناء دانشگاه علوم پزشکی لرستان